# Saint-Léger-en-Gaume
Saint-Léger-en-Gaume (în dialectul loren local: Sint-Ldjir) este o comună francofonă din regiunea Valonia din Belgia. Comuna este formată din localitățile Saint-Léger-en-Gaume, Châtillon și Meix-le-Tige. Suprafața totală a comunei este de 35,86 km². La 1 ianuarie 2008 comuna avea o populație totală de 3.200 locuitori. 
Comuna este situată în sudul provinciei, în regiunea naturală Gaume, parte a regiunii etnologice Lorena Belgiană.